# 奧爾良的瑪麗 (1813年—1839年)
瑪麗·德·奧爾良（法語：Marie d'Orléans，1813年4月12日—1839年1月6日），法國七月王朝國王路易-菲利普一世的次女。

## 家庭
1837年，瑪麗與符騰堡的亞歷山大公爵結婚，兩人的獨子菲利普於隔年出生。